# Yūko Shiokawa
Yūko Shiokawa  (塩川悠子?, Shiokawa Yūko) (Tokyo, 1º giugno 1946) è una violinista giapponese.

## Biografia
Yūko Shiokawa ha iniziato a studiare musica in Giappone all'età di 5 anni. Nel 1957, a 11 anni, emigra con la sua famiglia a Lima, in Perù, dove continua i suoi studi con Eugen Cremer e si esibisce nei suoi primi concerti. Negli anni '60 si trasferisce in Europa: nel 1963 partecipa alla masterclass di Wilhelm Stross a Monaco di Baviera e nel 1968 a quella di Sándor Végh a Salisburgo.
La carriera come musicista professionale come violinista inizia nel 1963 con l'Orchestra sinfonica della radio bavarese diretta da Rafael Kubelík, e poi con i Berliner Philharmoniker diretti da Herbert von Karajan. I primi riconoscimenti arrivano nel 1965, a 19 anni, quando riceve il Preis der Deutschen Musikhochschulen e vince il Premio Mendelssohn con relativa borsa di studio.
Durante la sua carriera si è esibita in tutto il mondo (in particolare Europa, USA, Giappone e Israele) accompagnando numerosi organici orchestrali; è inoltre nota la sua attività solistica e cameristica, quest'ultima spesso eseguita con suo marito, il pianista András Schiff. Fra le sue incisioni più note si ricordano le sonate di Mozart e i pezzi solistici per violino di Bach come le sonate per violino solo e le partite.

## Strumenti
Fra il 1967 e il 2000 Shiokawa ha suonato lo Stradivari "Imperatore" datato 1715 e ricevuto in prestito da Rafael Kubelík, che a sua volta l'aveva ereditato dal padre Jan Kubelík.